# Örstaristningen
Örstaristningen är ett hällristningsområde vid Angarnssjöängen i Angarns socken, Vallentuna kommun.
Ristningen är en av de största hällristningarna i Stockholmsområdet och utfördes förmodligen under bronsåldern. Den är utförd på en sluttande granithäll och föreställer två skepp och två hästar. Det största av skeppen är omkring 2,5 meter långt. Den ena hästen drar en vagn med fyra hjul.
Flera andra, otydligare ristningar ska också finnas på platsen, men dessa är osäkra.

## Externa länkar

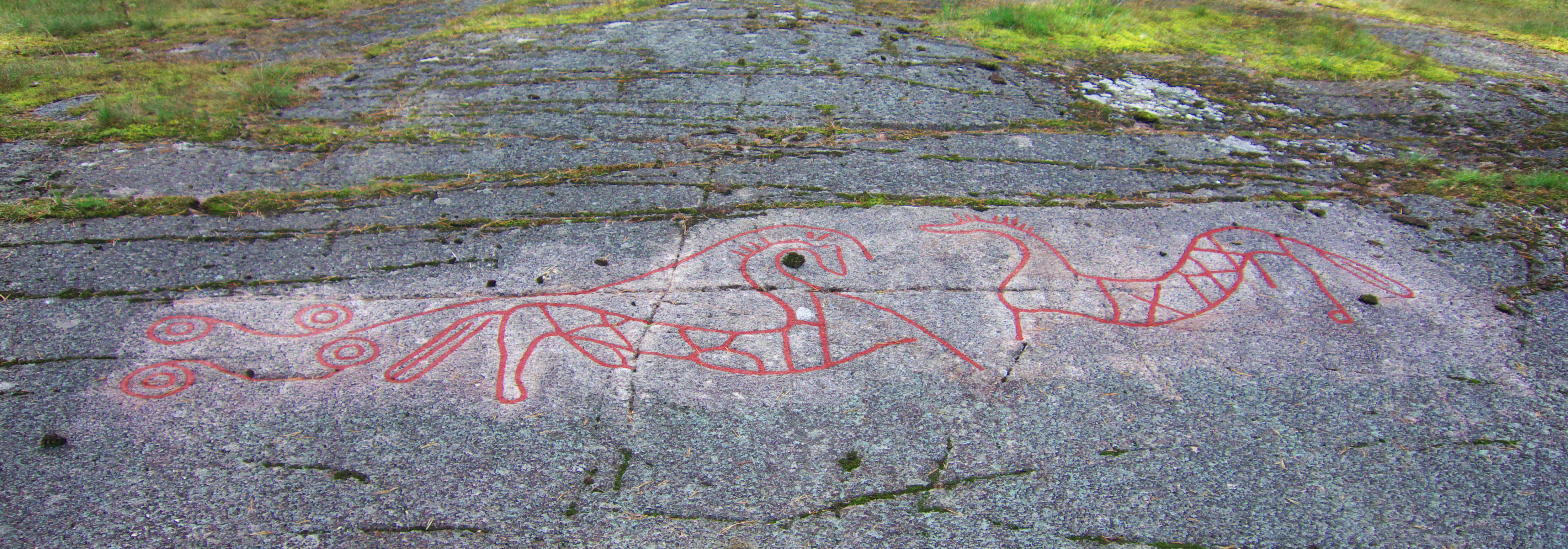
Närbild av hästarna och vagnen.